# Jan van Beek (voetballer)
Jan van Beek (Den Haag, 22 oktober 1880 - 2 september 1954) was een Nederlandse voormalig voetbalspeler.
Van Beek maakte op 1 april 1907 zijn debuut in het Nederlands voetbalelftal in de met 1-8 verloren wedstrijd tegen Engeland. Dit was zijn enige interland. Als verdediger kwam hij uit voor Swift (Den Haag), Victoria, AFC Quick 1890, Quick (Kampen) en LAC Frisia 1883. Hij vertrok naar Nederlands-Indië.